# Joan Baseia
Joan Baseia, o Joan Basea (Mataró, segle xvii - ?) fou un compositor, organista (1680-1695) i mestre de capella (1671-1676, 1678-1680), de la catedral de Vic (1679).
Les primeres notícies que es tenen sobre Baseia el situen com a organista de la catedral de Vic, càrrec que va ocupar des de l'octubre de 1679. El mateix any formà part del tribunal per a la plaça d'organista de Santa Maria del Mar de Barcelona, que guanyà Gabriel Manalt. El 1680, quan tenia els càrrecs d'organista i de mestre de capella a la catedral de Vic, Baseia optà pel primer, i Francesc Soler va ocupar el càrrec del segon. La darrera notícia sobre la seva vida data del setembre del 1687, en ocasió de la candidatura que presentà al càrrec d'organista de Santa Maria del Mar, empresa en la qual no reeixí.

## Obra
Es coneixen sis obres de Joan Baseia: una missa a nou veus, dos villancets i un tono i dues gaytillas per a orgue. Les peces per a orgue, els tientos, destaquen dins del repertori espanyol per a tecla del segle xvii. Té un contrapunt brillant i una construcció hàbil que recorden a una variació de canzona infusionada amb figuracions espanyols. Dos dels tientos són escrites amb registre dividit, amb un gaitillo a la mà dreta, la tercera dels tiento és escrita per a tecla sense divisions de registre.